# Смирнов, Анатолий Фёдорович
Анатолий Фёдорович Смирнов — советский хозяйственный, государственный и политический деятель, Герой Социалистического Труда.

## Биография
Родился в 1925 году в деревне Нехлустино. Член КПСС.
С 1944 года — на хозяйственной, общественной и политической работе. В 1944—1985 гг. — в рядах Советской Армии, рабочий загрузки балансов, дефибрерщик Балахнинского целлюлозно-бумажного комбината имени Ф. Э. Дзержинского Министерства целлюлозно-бумажной промышленности СССР.
Указом Президиума Верховного Совета СССР от 20 апреля 1971 года присвоено звание Героя Социалистического Труда с вручением ордена Ленина и золотой медали «Серп и Молот».
Избирался депутатом Верховного Совета РСФСР 7-го созыва.
Умер в 1996 году.